# Moon Safari
Moon Safari ist das Debütalbum des französischen Electronica-Duos Air und erschien im Januar 1998.

## Hintergrund
Das Album wurde zwischen April und Juni 1997 in Paris und London aufgenommen. Produziert wurde Moon Safari mit dem Mehrspurrekorder Fostex D80, dem Sampler Akai S1000 und der DAW-Software Cubase. Die beiden Bandmitglieder Nicolas Godin und Jean-Benoît Dunckel spielten den Großteil der Instrumente, darunter verschiedene Analogsynthesizer wie Korg MS-20 oder Minimoog sowie Keyboards (Wurlitzer Electric Piano, Clavinet, Fender Rhodes, Mellotron, Solina String Ensemble) selber ein. An mehreren Songs sind darüber hinaus Gastmusiker beteiligt. Die US-amerikanische Sängerin Beth Hirsch ist auf All I Need und You Make It Easy zu hören.
In zeitgenössischen Rezensionen wurde Moon Safari mit Lounge, Trip-Hop, Muzak, Chill-out, Downbeat, French Pop, Psychedelia, Easy Listening und der Popmusik der 1960er Jahre in Verbindung gebracht. Auch wurden Vergleiche mit der Band Stereolab, die ebenfalls einen nostalgischen Zugang zur Electronica findet, gezogen. Das vom Space Age Pop beeinflusste Moon Safari wurde einhergehend als retrofuturistisch rezipiert.
Moon Safari wurde in Europa von Source und Virgin Records, und in den USA von Caroline Records und Astralwerks auf den Markt gebracht. Neuere Pressungen werden von Parlophone vertrieben.

## Titelliste
Bis auf die gekennzeichneten Ausnahmen stammen alle Songs aus der Feder von Nicolas Godin und Jean-Benoît Dunckel.
| Titel                     | Länge | Übersetzung              | Anmerkungen                                                          |
| 1. La Femme d’argent      | 7:10  | Die Frau aus Silber      | Instrumental                                                         |
| 2. Sexy Boy               | 4:57  | Aufreizender Junge       | Strophe französisch; Refrain englisch                                |
| 3. All I Need             | 4:28  | Alles, was ich brauche   | Text: Beth Hirsch; englisch                                          |
| 4. Kelly Watch the Stars  | 3:44  | Kelly, sieh’ die Sterne! | englisch                                                             |
| 5. Talisman               | 4:16  | Talisman                 | Instrumental                                                         |
| 6. Remember               | 2:34  | Erinnere dich            | Co-Autor: Jean-Jacques Perrey; Strophe englisch; Refrain französisch |
| 7. You Make It Easy       | 4:00  | Du machst es leicht      | Text: Beth Hirsch; englisch                                          |
| 8. Ce matin-là            | 3:38  | Jener Morgen             | Co-Autor: Patrick Woodcock; Instrumental                             |
| 9. New Star in the Sky    | 5:38  | Neuer Stern am Himmel    | englisch                                                             |
| 10. Le Voyage de Pénélope | 3:10  | Pénélopes Reise          | Instrumental                                                         |

## Rezeption
Das Album erhielt zum Zeitpunkt der Veröffentlichung überwiegend wohlwollende Kritiken. Retrospektiv wird Moon Safari einhellig positiv bewertet und gilt längst als Klassiker der elektronischen Tanzmusik, zudem ist es in mehreren Bestenlisten vertreten.
New Musical Express wählte es auf Platz 214 der 500 besten Alben aller Zeiten.
Rolling Stone führt Moon Safari auf Platz 93 der 100 besten Alben der 1990er Jahre.
In der Auswahl der 100 besten Alben des Jahrzehnts von Pitchfork erreichte es Platz 46.
Das Album belegt Platz 245 der 300 besten Alben aus dem Zeitraum 1985 bis 2014 in der Aufstellung der Zeitschrift Spin.
Das deutsche Magazin Visions wählte es auf Platz 114 der 150 Alben für die Ewigkeit.

„Auf ihrem Debütalbum mixen die zwei auf einzigartige Weise hypnotische Melodien mit sanft schwebenden House-Beats und pulsierende elektronische Sounds mit frankophilen Pop-Harmonien. Das Ergebnis ist in jeder Hinsicht atemberaubend: moderne, visionäre Pop-Musik abseits aller Klischees. Besonders Stücke wie „Talisman“ und „You Make It Easy“, die mit sanften Streicher-Klängen angereichert sind und geschickt eingestreuten Zitaten aus 40 Jahren populärer Musikgeschichte, begeistern durch homogene Sounds und bis ins Detail ausgefeilte Arrangements. Moon Safari ist ohne Übertreibung schon jetzt eines der stilbildenden Alben des noch jungen Jahres – vor allem in Bezug auf die perfekte ästhetische und inhaltliche Ausformung. So muss fortschrittliche Pop-Musik am Ende des 20. Jahrhunderts klingen.“

Moon Safari wurde in die 1001 Albums You Must Hear Before You Die aufgenommen.

## Kommerzieller Erfolg

### Chartplatzierungen
| ChartsChartplatzierungen     | Höchstplatzierung | Wochen |
| ---------------------------- | ----------------- | ------ |
| Deutschland (GfK)            | 56 (13 Wo.)       | 13     |
| Frankreich (SNEP)            | 21 (19 Wo.)       | 19     |
| Österreich (Ö3)              | 20 (7 Wo.)        | 7      |
| Schweiz (IFPI)               | 46 (3 Wo.)        | 3      |
| Vereinigtes Königreich (OCC) | 6 (110 Wo.)       | 110    |

| ChartsJahrescharts (1998)    | Platzierung |
| ---------------------------- | ----------- |
| Vereinigtes Königreich (OCC) | 80          |

### Auszeichnungen für Musikverkäufe
| Land/Region                  | Auszeichnungen für Musikverkäufe (Land/Region, Auszeichnung, Verkäufe) | Verkäufe  |
| ---------------------------- | ---------------------------------------------------------------------- | --------- |
| Australien (ARIA)            | Gold                                                                   | 35.000    |
| Belgien (BRMA)               | Platin                                                                 | 50.000    |
| Dänemark (IFPI)              | Platin                                                                 | 40.000    |
| Deutschland (BVMI)           | Gold                                                                   | 250.000   |
| Frankreich (SNEP)            | Gold                                                                   | 100.000   |
| Niederlande (NVPI)           | Platin                                                                 | 80.000    |
| Schweiz (IFPI)               | Gold                                                                   | 25.000    |
| Vereinigtes Königreich (BPI) | 2× Platin                                                              | 600.000   |
| Insgesamt                    | 4× Gold · 5× Platin ·                                                  | 1.180.000 |

## 10th Anniversary Special Edition
Anlässlich des 10. Jubiläums des Albums wurde es am 15. April 2008 als limitierte Sammlerausgabe auf 2 CDs und einer DVD neuveröffentlicht. Die Bonus-CD enthält Remix-Versionen, Konzertmitschnitte und Demoaufnahmen. Auf DVD liegen die siebzehnminütige Dokumentation Eating, Sleeping, Waiting and Playing und Musikvideos bei.
Die Neuauflage wurde eher verhalten rezensiert. Pitchfork bewertete die Sammlerausgabe aufgrund des geringen Mehrwerts des Bonusmaterials nur mit 5,6 von 10 Punkten.

“[…] I can’t imagine that anyone who’d be willing to shell out the money for a Moon Safari 10th Anniversary Edition wouldn’t be acquainted with it already.”

„[…] ich kann mir nicht vorstellen, dass jemand, der bereit wäre, Geld für die 10. Geburtstagsedition von Moon Safari auszugeben, nicht längst mit ihrem Inhalt vertraut ist.“

Die Website Drowned in Sound vergab 6 von 10 Punkten und bemängelte die durchwachsene Qualität der Bonustracks.
Bonus-CD
1. Remember (D Whitaker Version) – 2:25
2. Kelly Watch the Stars! (Live BBC 1998) – 2:44
3. J’ai dormi sous l’eau (Live BBC 1998) – 4:10
4. Sexy Boy (Live BBC 1998) – 3:10
5. Kelly Watch the Stars! (Moog Cookbook Remix) – 5:40
6. Trente millions d’amis (Live KCRW 1998) – 4:34
7. You Make It Easy (Live KCRW 1998) – 4:45
8. Bossa 96 (Demo) – 4:44
9. Kelly Watch the Stars! (Demo) – 3:46
10. Sexy Boy (Sex Kino Mix) (Beck Remix) – 6:36
DVD
- Eating Sleeping, Waiting and Playing von Mike Mills (Dokumentation)
- Musikvideos von Sexy Boy, Kelly Watch the Stars! All I Need & Le Soleil Est Pres De Moi.
- Grafiken und Storyboards

## 25th Anniversary Edition
Am 15. März 2024 veröffentlichte Parlophone ein Boxset in limitierter Auflage. Die Sammlerausgabe umfasst zwei CDs und eine Blu-ray Disc. Das Bonusmaterial besteht erneut aus Remix-Versionen, Konzertmitschnitten und Demoaufnahmen. Auf der Blu-ray Disc liegt das Album in hochauflösender Audioqualität als Stereo-Mix (24-Bit/192 kHz) sowie als Dolby-Atmos-Abmischung (24-Bit/48 kHz) vor. Zusätzlich sind die Dokumentation Eating Sleeping, Waiting and Playing und mehrere Musikvideos enthalten.
Als Moon Safari Rarities (25th Anniversary Edition) erschienen die Bonustracks auch als Download und zum Streaming.
Die Jubiläumsausgabe erhielt positive Rezensionen. Gelobt wurde besonders der Raumklang des neuen Atmos-Mix.
Bonus-CD
1. Neneh Cherry: Kootchi (Air Remix) a – 4:34
2. Crustation: Purple (La Femme D’argent Mix) a – 3:05
3. Dirty Hiroshima (Demo) – 4:23
4. New Star In The Sky (Demo) – 5:35
5. Ce matin-lá (Demo) – 3:15
6. Maggot Brain (Live) (Edward Hazel, George Clinton) – 7:23
7. J’ai dormi sous l’eau (BBC Live Session) – 4:09
8. Sexy Boy (BBC Live Session) – 3:38
9. Kelly Watch the Stars (BBC Live Session) – 3:05
10. Kelly Watch the Stars (Extended Version) – 7:27
11. Remember (David Whitaker Version) – 2:21

## Trivia
- Im Jahr 2025 veröffentlichte der britische Musikproduzent und DJ Vegyn gefolgt auf eine Einladung von Air das Remix-Album Blue Moon Safari.[35]
- Sexy Boy wurde unter anderem von Franz Ferdinand[36] und Nena[37] gecovert.